# Campionato europeo delle nazioni 2002-2004 (rugby a 15)
Il Campionato europeo delle nazioni 2002-04 (in francese Championnat d'Europe des nations 2002-04) fu la 4ª edizione del campionato europeo delle nazioni, la 39ª edizione del torneo internazionale organizzato dalla FIRA ‒ Associazione Europea di Rugby e, relativamente alla sua prima divisione, il 35º campionato europeo di rugby a 15.
Si tenne dal 16 febbraio 2003 al 27 marzo 2004 tra 6 squadre che si affrontarono con la formula del girone unico con gare di sola andata.
Relativamente alle prime due divisioni, si tenne a girone unico con gare di andata e ritorno su base biennale; il titolo e la retrocessione furono stabiliti al termine della classifica generale del biennio.
Le divisioni inferiori si tennero invece su base annuale, con i conseguenti passaggi di categoria intermedi avvenuti, laddove previsto, nel 2003.
A vincere il torneo fu il Portogallo, alla sua prima affermazione di sempre nel torneo, che si mise alle spalle le due campioni più recenti, Georgia e Romania.
A retrocedere in seconda divisione fu invece la Spagna, condannata proprio all'ultima giornata dalla sconfitta a Praga contro la Rep. Ceca, concorrente diretta alla salvezza.
A prendere il posto degli spagnoli nel campionato successivo fu l'Ucraina, vincitrice della seconda divisione.

## Squadre partecipanti
| 1ª divisione | Divisione 2.A | Divisione 2.B | Divisione 3.A       | Divisione 3.B        | Divisione 3.C |
| ------------ | ------------- | ------------- | ------------------- | -------------------- | ------------- |
| Georgia      | Germania      | Belgio        | Lettonia            | Austria              | Armenia       |
| Portogallo   | Paesi Bassi   | Croazia       | Moldavia            | Bosnia ed Erzegovina | Bulgaria      |
| Rep. Ceca    | Polonia       | Danimarca     | Serbia e Montenegro | Lituania             | Finlandia     |
| Romania      | Svezia        | Slovenia      | Ungheria            | Lussemburgo          | Israele       |
| Russia       | Ucraina       | Svizzera      |                     | Malta                | Monaco.       |
| Spagna       |               |               |                     |                      | Norvegia      |

## 1ª divisione

### Andata

#### 1ª giornata
| Arbitro: | Daniel Pruvot |

|              |      |                                             |
| tecnica      | mt   | Fedčenko Gračëv Kuzin A. Sergeev S. Sergeev |
| Cascarra     | tr   | Račkov (3)                                  |
| Cascarra (4) | c.p. | Račkov (6)                                  |
|              | drop | Račkov                                      |

| Arbitro: | Nigel Owens |

|                                 |      |                                    |
| Gonçalves D. Mateus D.P. Mateus | mt   | Abuseridze Katsadze (2) Zedginidze |
| Malheiro (2)                    | tr   | J̌imsheladze (2)                    |
| Malheiro (5)                    | c.p. | J̌imsheladze                        |
|                                 | drop | J̌imsheladze                        |

| Arbitro: | Dave Pearson |

|         |      |                                     |
| Šťastný | mt   | Brezoianu Ghioc Popescu Săuan Tofan |
|         | tr   | Dumbravă (4)                        |
|         | c.p. | Dumbravă (3)                        |

#### 2ª giornata
| Arbitro: | Gareth Doyle |

|                                                  |      |          |
| Gundishvili Shvelidze G. Yachvili Zibzibadze (2) | mt   |          |
| J̌imsheladze (3)                                  | tr   |          |
| J̌imsheladze                                      | c.p. | Cascarra |

| Arbitro: | Nereo Dordolo |

|              |      |             |
| Garvão       | mt   | Manta Țincu |
| Malheiro     | tr   | Tofan       |
| Malheiro (2) | c.p. |             |
| Tome         | drop |             |

| Arbitro: | Nereo Dordolo |

|                       |      |            |
| Čamrda Pekárek Rohlík | mt   | Lubkov     |
| Kafka (3)             | tr   | Račkov     |
| Kafka (2)             | c.p. | Račkov (2) |

#### 3ª giornata
| Arbitro: | Seán Mallon |

|                                           |      |        |
| Malheiro (2) D. Mateus D.P. Mateus Vieira | mt   | Zak    |
| Malheiro Pinto (2)                        | tr   | Krejčí |
| Malheiro (4)                              | c.p. | Krejčí |

| Arbitro: | Antonio Lombardi |

|         |      |                       |
|         | mt   | Petrechei Socol Tofan |
|         | tr   | Tofan (2)             |
| Díez    | c.p. | Tofan (4)             |
| Velazco | drop |                       |

| Arbitro: | Giovanni Morandin |

|            |      |                 |
| S. Sergeev | mt   | J̌imsheladze     |
| Račkov (2) | c.p. | J̌imsheladze (6) |
| Račkov (2) | drop |                 |

#### 4ª giornata
| Arbitro: | Daniel Dartigeas |

|                           |      |            |
| Petrache Vioreanu tecnica | mt   |            |
| Tofan                     | tr   |            |
| Tofan (2)                 | c.p. | Račkov (4) |

| Arbitro: | Carlo Damasco |

|           |      |                                                       |
|           | mt   | Khamashuridze Labadze Shvelidze Zedginidze Zibzibadze |
|           | tr   | J̌imsheladze                                           |
| Kafka (4) | c.p. | J̌imsheladze                                           |
| Kafka     | drop |                                                       |

| Arbitro: | Jean-Luc Rebollal |

|              |      |              |
| Cunha Sousa  | mt   | Tuineau Iloa |
| Malheiro (2) | tr   | Cascarra     |
| Malheiro (5) | c.p. | Cascarra (2) |
| Malheiro (2) | drop | Kovalenko    |

#### 5ª giornata
| Arbitro: | Mircea Paraschivescu |

|            |      |              |
| Dymčenko   | mt   | Cunha        |
|            | tr   | Malheiro     |
| Akulov (3) | c.p. | Malheiro (5) |
|            | drop | Malheiro     |

| Arbitro: | Daniel Gillet |

|                 |      |                            |
|                 | mt   | Brezoianu Gontineac Maftei |
|                 | tr   | Tofan (2)                  |
| J̌imsheladze (2) | c.p. |                            |

| Arbitro: | Jeremy Schauder |

|                                           |      |                              |
| Beltrán Cascarra Loubsens Monreál Zarzosa | mt   | Rohlík Šťastný Šuster Syrový |
| Cascarra (2)                              | tr   | Kafka (4)                    |
| Cascarra (3)                              | c.p. | Kafka (4)                    |

### Ritorno

#### 1ª giornata
| Arbitro: | Antonio Lombardi |

|                          |      |              |
| Ghvaberidze Kopaliani    | mt   | Aguilar      |
| Kvinikhidze Urjukashvili | tr   | Malheiro     |
|                          | c.p. | Malheiro (3) |
|                          | drop | Malheiro     |

| Arbitro: | Jean-Pierre Pellaprat |

|                                                    |      |              |
| Fedčenko Gračëv Korobejnikov Koršunov Kuzin Račkov | mt   |              |
| Račkov (3)                                         | tr   |              |
|                                                    | c.p. | Martínez (2) |

| Arbitro: | Jean-Luc Rebollal |

|                                                           |      |              |
| Baraulea (2) Gheara Gontineac Săuan Teodorescu (2) Zebega | mt   | Rohlík       |
| Dumbravă (6)                                              | tr   |              |
| Dumbravă                                                  | c.p. | Kafka Krejčí |

#### 2ª giornata
| Arbitro: | Johan Meersman |

|                                     |      |              |
| Baraulea Mersoiu Săuan (2) Toderaşc | mt   |              |
| Dumbravă (4)                        | tr   |              |
| Dumbravă                            | c.p. | Malheiro (2) |

| Arbitro: | Mauro Dordolo |

|                    |      |                 |
| Kovalenko Martínez | c.p. | Kvinikhidze (2) |

|  | Russia | n/d – | Rep. Ceca | Forfait |

#### 3ª giornata
| Arbitro: | Joël Dumé |

|                       |      |        |
| Barkalaia J̌imsheladze | c.p. | Račkov |
| J̌imsheladze           | drop |        |

| Arbitro: | Jean-Christophe Gastou |

|                                                                |      |          |
| Dragos Dima Sîrbu Socol Teodorescu Țincu Toderaşc Toniţa Voicu | mt   | Loubsens |
| Tofan (5)                                                      | tr   | Martínez |
|                                                                | c.p. | Martínez |

| Arbitro: | Seán Mallon |

|        |      |              |
| Rohlík | mt   | Cunha Garvão |
|        | c.p. | Grenho       |
| Brabec | drop |              |

#### 4ª giornata
| Arbitro: | Bernd Gabbei |

|                     |      |        |
| Gorgodze Zedginidze | mt   | Rohlík |
| Kvinikhidze (2)     | tr   | Krejčí |
| Kvinikhidze (3)     | c.p. |        |

| Arbitro: | Gérard Borreani |

|                                     |      |                        |
| Gračëv Kazancev Ključnikov Šelepkov | mt   | Săuan Toderaşc tecnica |
| Simonov (2)                         | tr   | Dumbravă (3)           |
| Simonov (3)                         | c.p. | Dumbravă               |

| Arbitro: | Akim Hadj Bachir |

|                |      |                               |
| Dávila Velazco | mt   | Aguilar (2) Garvão (3) Mateus |
|                | tr   | Malheiro                      |
| Kovalenko (3)  | c.p. | Malheiro                      |

#### 5ª giornata
| Arbitro: | Stefano Mancini |

|                        |      |                      |
| Sîrbu Tudori           | mt   | Gorgodze Kvinikhidze |
|                        | tr   | Kvinikhidze          |
| Dumbravă (2) Tofan (3) | c.p. | Kvinikhidze (2)      |

| Arbitro: | Maurizio Vancini |

|           |      |              |
| Brabec    | mt   |              |
| Kafka     | tr   |              |
| Kafka     | c.p. | Martínez (2) |
| Kafka (2) | drop |              |

| Arbitro: | Giovanni Morandin |

|              |      |               |
| Andrade      | mt   | Kuzin Simonov |
| Malheiro     | tr   | Simonov       |
| Malheiro (4) | c.p. | Simonov       |
|              | drop | Kazancev      |

### Classifica
| Pos | Squadra    | G  | V | N | P | PF  | PS  | DP   | Pt |
| --- | ---------- | -- | - | - | - | --- | --- | ---- | -- |
| 1   | Portogallo | 10 | 9 | 0 | 1 | 255 | 180 | +75  | 28 |
| 2   | Romania    | 10 | 8 | 0 | 2 | 320 | 123 | +197 | 26 |
| 3   | Georgia    | 10 | 5 | 1 | 4 | 193 | 148 | +45  | 21 |
| 4   | Russia     | 10 | 4 | 0 | 6 | 198 | 175 | +23  | 18 |
| 5   | Rep. Ceca  | 10 | 3 | 0 | 7 | 139 | 263 | −124 | 16 |
| 6   | Spagna     | 10 | 0 | 1 | 9 | 129 | 345 | −216 | 11 |

## Divisione 2.A
| Data       | Incontro               | Risultato | Sede       |
| ---------- | ---------------------- | --------- | ---------- |
| 5-10-2002  | Svezia ― Polonia       | 7-14      | Lund       |
| 19-10-2002 | Ucraina ― Polonia      | 20-11     | Kiev       |
| 24-11-2002 | Germania ― Ucraina     | 26-26     | Heidelberg |
| 9-3-2003   | Germania ― Paesi Bassi | 15-3      | Hannover   |
| 29-3-2003  | Polonia ― Germania     | 15-37     | Gdynia     |
| 27-4-2003  | Paesi Bassi ― Ucraina  | 18-24     | Amsterdam  |
| 27-4-2003  | Svezia ― Germania      | 16-24     | Trelleborg |
| 3-5-2003   | Paesi Bassi ― Svezia   | 39-25     | Amsterdam  |
| 10-5-2003  | Polonia ― Paesi Bassi  | 13-13     | Gdynia     |
| 24-5-2003  | Ucraina ― Svezia       | 37-0      | Kiev       |
| 11-10-2003 | Polonia ― Svezia       | 36-0      | Gdynia     |
| 12-10-2003 | Ucraina ― Germania     | 6-3       | Kiev       |
| 25-10-2003 | Polonia ― Ucraina      | 13-24     | Łódź       |
| 10-4-2004  | Paesi Bassi ― Germania | 14-13     | Amsterdam  |
| 25-4-2004  | Germania ― Svezia      | 40-0      | Hannover   |
| 25-4-2004  | Paesi Bassi ― Polonia  | 29-18     | Amsterdam  |
| 1-5-2004   | Svezia ― Ucraina       | 3-41      | Vänersborg |
| 8-5-2004   | Svezia ― Paesi Bassi   | 0-16      | Stoccolma  |
| 16-5-2004  | Ucraina ― Paesi Bassi  | 22-0      | Kiev       |
| 16-5-2004  | Germania ― Polonia     | 34-10     | Hannover   |

|               | Classifica  | G | V | N | P | PF  | PS  | P±   | PT |
| ------------- | ----------- | - | - | - | - | --- | --- | ---- | -- |
|               | Ucraina     | 8 | 7 | 1 | 0 | 200 | 74  | +126 | 23 |
|               | Germania    | 8 | 5 | 1 | 2 | 192 | 90  | +102 | 19 |
|               | Paesi Bassi | 8 | 4 | 1 | 3 | 132 | 131 | +1   | 17 |
|               | Polonia     | 8 | 2 | 1 | 5 | 130 | 164 | -34  | 13 |
| Retrocessione | Svezia      | 8 | 0 | 0 | 8 | 52  | 247 | -195 | 8  |

## Divisione 2.B
| Data       | Incontro             | Risultato | Sede       |
| ---------- | -------------------- | --------- | ---------- |
| 19-10-2002 | Croazia ― Slovenia   | 13-0      | Zagabria   |
| 26-10-2002 | Danimarca ― Svizzera | 13-13     | Copenaghen |
| 2-11-2002  | Slovenia ― Danimarca | 10-13     | Lubiana    |
| 2-11-2002  | Croazia ― Belgio     | 33-12     | Zagabria   |
| 9-11-2002  | Svizzera ― Croazia   | 33-12     | Ginevra    |
| 8-3-2003   | Svizzera ― Belgio    | 9-6       | Basilea    |
| 5-4-2003   | Belgio ― Slovenia    | 24-33     | Liegi      |
| 26-4-2003  | Belgio ― Danimarca   | 6-6       | Bruxelles  |
| 3-5-2003   | Danimarca ― Croazia  | 8-8       | Copenaghen |
| 10-5-2003  | Slovenia ― Svizzera  | 23-23     | Lubiana    |
| 11-10-2003 | Slovenia ― Croazia   | 22-20     | Lubiana    |
| 11-10-2003 | Svizzera ― Danimarca | 12-12     | Ginevra    |
| 25-10-2003 | Danimarca ― Slovenia | 21-3      | Odense     |
| 25-10-2003 | Croazia ― Svizzera   | 5-11      | Spalato    |
| 8-11-2003  | Slovenia ― Belgio    | 3-15      | Lubiana    |
| 27-3-2004  | Belgio ― Svizzera    | 3-32      | Bruxelles  |
| 10-4-2004  | Danimarca ― Belgio   | 25-19     | Odense     |
| 17-4-2004  | Croazia ― Danimarca  | 22-11     | Zagabria   |
| 17-4-2004  | Svizzera ― Slovenia  | 21-18     | Ginevra    |
| 24-4-2004  | Belgio ― Croazia     | 14-3      | Bruges     |

|               | Classifica | G | V | N | P | PF  | PS  | P±  | PT |
| ------------- | ---------- | - | - | - | - | --- | --- | --- | -- |
|               | Svizzera   | 8 | 5 | 3 | 0 | 145 | 95  | +50 | 21 |
|               | Danimarca  | 8 | 3 | 4 | 1 | 102 | 88  | +14 | 18 |
|               | Croazia    | 8 | 3 | 1 | 4 | 114 | 95  | +19 | 15 |
|               | Slovenia   | 8 | 2 | 1 | 5 | 112 | 150 | -38 | 13 |
| Retrocessione | Belgio     | 8 | 2 | 1 | 5 | 99  | 144 | -45 | 13 |

## Divisione 3.A 2002-03
| Data      | Incontro                       | Risultato | Sede      |
| --------- | ------------------------------ | --------- | --------- |
| 5-10-2002 | Lettonia ― Ungheria            | 26-5      | Riga      |
| 26-4-2003 | Ungheria ― Serbia e Montenegro | 47-23     | Esztergom |
| 26-4-2003 | Lettonia ― Moldavia            | 43-0      | Riga      |
| 3-5-2003  | Serbia e Montenegro ― Lettonia | 18-29     | Belgrado  |
| 10-5-2003 | Moldavia ― Ungheria            | 47-11     | Chișinău  |
| 24-5-2003 | Moldavia ― Serbia e Montenegro |           | Chișinău  |

|  | Classifica          | G | V | N | P | PF | PS | P±  | PT |
|  | ------------------- | - | - | - | - | -- | -- | --- | -- |
|  | Lettonia            | 3 | 3 | 0 | 0 | 98 | 23 | +75 | 9  |
|  | Moldavia            | 3 | 1 | 1 | 1 | 64 | 71 | -7  | 6  |
|  | Ungheria            | 3 | 1 | 0 | 2 | 63 | 96 | -33 | 5  |
|  | Serbia e Montenegro | 3 | 0 | 1 | 2 | 58 | 93 | -35 | 4  |

## Divisione 3.B 2002-03
| Data       | Incontro                           | Risultato | Sede        |
| ---------- | ---------------------------------- | --------- | ----------- |
| 27-10-2002 | Lussemburgo ― Bosnia ed Erzegovina | 21-5      | Lussemburgo |
| 23-11-2002 | Malta ― Lituania                   | 22-18     | Marsa       |
| 26-11-2002 | Lituania ― Austria                 | 32-10     | Vilnius     |
| 30-11-2002 | Austria ― Malta                    | 16-25     | Vienna      |
| 29-3-2003  | Malta ― Lussemburgo                | 34-6      | Marsa       |
| 5-4-2003   | Bosnia ed Erzegovina ― Malta       | 14-20     | Sarajevo    |
| 10-5-2003  | Lussemburgo ― Austria              | 25-14     | Lussemburgo |
| 24-5-2003  | Lituania ― Lussemburgo             | 60-6      | Vilnius     |
| 7-6-2003   | Bosnia ed Erzegovina ― Lituania    | 15-37     | Zenica      |
| 14-6-2003  | Austria ― Bosnia ed Erzegovina     | 25-6      | Vienna      |

|  | Classifica           | G | V | N | P | PF  | PS  | P±  | PT |
|  | -------------------- | - | - | - | - | --- | --- | --- | -- |
|  | Malta                | 4 | 4 | 0 | 0 | 101 | 54  | +47 | 12 |
|  | Lituania             | 4 | 3 | 0 | 1 | 147 | 53  | +94 | 10 |
|  | Lussemburgo          | 4 | 2 | 0 | 2 | 58  | 113 | -55 | 8  |
|  | Austria              | 4 | 1 | 0 | 3 | 65  | 88  | -23 | 6  |
|  | Bosnia ed Erzegovina | 4 | 0 | 0 | 4 | 40  | 103 | -63 | 4  |

## Divisione 3.C 2002-03
La FIRA-AER mise sotto esame due incontri sui quali fu presentato reclamo, Monaco – Finlandia 90-0 e Bulgaria – Norvegia 21-12; sul primo i finlandesi contestarono alcune irregolarità di tesseramento di giocatori stranieri equiparati per Monaco, mentre sul secondo la Norvegia contestò la direzione di gara, affidata a un arbitro bulgaro dopo che quello svizzero designato da FIRA-AER non aveva potuto raggiungere Sofia per via di un visto d'ingresso negato dalle autorità locali.
La FIRA-AER escluse Monaco dal resto del torneo, annullò l'incontro contestato tra Bulgaria e Norvegia e decise che in luogo del girone unico a 5 squadre si sarebbe tenuto, a inizio giugno 2003, un quadrangolare a eliminazione diretta allo stadio Can Misses di Ibiza, in Spagna.
|  | Semifinali | Semifinali | Semifinali |          |         | Finale          | Finale          | Finale          |  |
|  |            |            |            |          |         |                 |                 |                 |  |
|  | Israele    | Israele    | 30         |          |         |                 |                 |                 |  |
|  | Israele    | Israele    | 30         |          |         |                 |                 |                 |  |
|  | Norvegia   | Norvegia   | 13         |          |         |                 |                 |                 |  |
|  | Norvegia   | Norvegia   | 13         |          | Israele | Israele         | 23              |                 |  |
|  |            |            |            |          | Israele | Israele         | 23              |                 |  |
|  |            |            | Bulgaria   | Bulgaria | 25      |                 |                 |                 |  |
|  | Bulgaria   | Bulgaria   | Bulgaria   | Bulgaria | 25      | 42              |                 |                 |  |
|  | Bulgaria   | Bulgaria   |            |          |         | 42              |                 |                 |  |
|  | Finlandia  | Finlandia  | 3          |          |         | Finale 3º posto | Finale 3º posto | Finale 3º posto |  |
|  | Finlandia  | Finlandia  | 3          |          |         |                 |                 |                 |  |
|  |            |            |            |          |         |                 |                 |                 |  |
|  |            |            |            |          |         | Norvegia        | Norvegia        | 55              |  |
|  |            |            |            |          |         | Norvegia        | Norvegia        | 55              |  |
|  |            |            |            |          |         | Finlandia       | Finlandia       | 20              |  |

## Divisione 3.A 2003-04
| Data       | Incontro                       | Risultato | Sede           |
| ---------- | ------------------------------ | --------- | -------------- |
| 11-10-2003 | Ungheria ― Moldavia            | 17-38     | Esztergom      |
| 25-10-2003 | Ungheria ― Lettonia            | 7-14      | Székesfehérvár |
| 10-4-2004  | Serbia e Montenegro ― Ungheria | 31-3      | Subotica       |
| 17-4-2004  | Moldavia ― Lettonia            | 26-12     | Chișinău       |
| 17-4-2004  | Malta ― Serbia e Montenegro    | 20-18     | Marsa          |
| 25-4-2004  | Lettonia ― Malta               | 8-10      | Riga           |
| 8-5-2004   | Serbia e Montenegro ― Moldavia | 20-43     | Belgrado       |
| 22-5-2004  | Lettonia ― Serbia e Montenegro | 3-0       | per forfait    |
| 22-5-2004  | Malta ― Ungheria               | 35-27     | Marsa          |
| 29-5-2004  | Moldavia ― Malta               | 22-8      | Chișinău       |

|  | Classifica          | G | V | N | P | PF  | PS | P±  | PT |
|  | ------------------- | - | - | - | - | --- | -- | --- | -- |
|  | Moldavia            | 4 | 4 | 0 | 0 | 129 | 57 | +72 | 12 |
|  | Malta               | 4 | 3 | 0 | 1 | 73  | 75 | -2  | 10 |
|  | Lettonia            | 4 | 2 | 0 | 2 | 37  | 43 | -6  | 8  |
|  | Serbia e Montenegro | 4 | 1 | 0 | 3 | 69  | 69 | 0   | 5  |
|  | Ungheria            | 4 | 0 | 0 | 4 | 69  | 69 | 0   | 5  |

## Divisione 3.B 2003-04
| Data       | Incontro                           | Risultato | Sede        |
| ---------- | ---------------------------------- | --------- | ----------- |
| 25-10-2003 | Bosnia ed Erzegovina ― Lussemburgo | 8-31      | Sarajevo    |
| 8-11-2003  | Lussemburgo ― Lituania             | 9-8       | Lussemburgo |
| 15-11-2003 | Bulgaria ― Bosnia ed Erzegovina    | 23-3      | Pernik      |
| 24-4-2004  | Lussemburgo ― Bulgaria             | 39-5      | Lussemburgo |
| 8-5-2004   | Austria ― Lussemburgo              | 18-19     | Vienna      |
| 15-5-2004  | Lituania ― Bulgaria                | 66-0      | Šiauliai    |
|            | Lituania ― Bosnia ed Erzegovina    |           | annullata   |
| 22-5-2004  | Bulgaria ― Austria                 | 13-28     | Kostinbrod  |
| 5-6-2004   | Austria ― Lituania                 | 23-12     | Vienna      |
| 12-6-2004  | Bosnia ed Erzegovina ― Austria     | 17-23     | Sarajevo    |

|  | Classifica           | G | V | N | P | PF | PS  | P±  | PT |
|  | -------------------- | - | - | - | - | -- | --- | --- | -- |
|  | Lussemburgo          | 4 | 4 | 0 | 0 | 98 | 39  | +59 | 12 |
|  | Austria              | 4 | 3 | 0 | 1 | 92 | 61  | +31 | 10 |
|  | Bulgaria             | 4 | 1 | 0 | 3 | 51 | 136 | -85 | 6  |
|  | Lituania             | 4 | 1 | 0 | 3 | 89 | 32  | +54 | 5  |
|  | Bosnia ed Erzegovina | 4 | 0 | 0 | 4 | 28 | 87  | -59 | 3  |

## Divisione 3.C 2003-04
Anche la divisione 3.C 2003-04, come quella dell'anno precedente, si tenne in forma di quadrangolare a eliminazione diretta a Beauvais, città francese della Piccardia.; esordiente nel torneo fu l'Armenia, la cui federazione era stata da poco ammessa in FIRA-AER, e che vinse la propria divisione al debutto.
|  | Semifinali | Semifinali | Semifinali |         |         | Finale          | Finale          | Finale          |  |
|  |            |            |            |         |         |                 |                 |                 |  |
|  | Israele    | Israele    | 24         |         |         |                 |                 |                 |  |
|  | Israele    | Israele    | 24         |         |         |                 |                 |                 |  |
|  | Finlandia  | Finlandia  | 15         |         |         |                 |                 |                 |  |
|  | Finlandia  | Finlandia  | 15         |         | Israele | Israele         | 0               |                 |  |
|  |            |            |            |         | Israele | Israele         | 0               |                 |  |
|  |            |            | Armenia    | Armenia | 48      |                 |                 |                 |  |
|  | Norvegia   | Norvegia   | Armenia    | Armenia | 48      | 6               |                 |                 |  |
|  | Norvegia   | Norvegia   |            |         |         | 6               |                 |                 |  |
|  | Armenia    | Armenia    | 36         |         |         | Finale 3º posto | Finale 3º posto | Finale 3º posto |  |
|  | Armenia    | Armenia    | 36         |         |         |                 |                 |                 |  |
|  |            |            |            |         |         |                 |                 |                 |  |
|  |            |            |            |         |         | Norvegia        | Norvegia        | 54              |  |
|  |            |            |            |         |         | Norvegia        | Norvegia        | 54              |  |
|  |            |            |            |         |         | Finlandia       | Finlandia       | 7               |  |